# سدود
سدود إحدى قرى مركز منوف التابع لمحافظة المنوفية بجمهورية مصر العربية.

## التاريخ
ذكرها علي مبارك في كتابه الخطط التوفيقية، حيث ذكر أنها قرية في مديرية المنوفية بقسم أشمون جريس، وأن بها جامع بمنارة وعدة زوايا وبستانين ومهنة أهلها الزراعة.

## السكان
بلغ عدد سكان سدود 22,227 نسمة، منهم 11.543 رجل و10684 إمرأة، حسب الإحصاء الرسمي لعام 2006.